# Tauala minutus
Tauala minutus là một loài nhện trong họ Salticidae.
Loài này thuộc chi Tauala. Tauala minutus được Fred R. Wanless miêu tả năm 1988.